# Rai Radio 3
Rai Radio 3 (radio tre) és un canal de ràdio italià operat per l'emissora estatal pública RAI i especialitzat en cultura i música clàssica. Actualment està dirigida per Marino Sinibaldi.
Fundat l'1 d'octubre de 1950 com a Terzo programma està basat llunyanament en el BBC Third Programme, establert el 1946. Va adoptar el seu nom actual el 1976.

## Esquema del programa
Radio 3 és un canal temàtic centrat en l'àmbit cultural, dins l'àmbit de la música clàssica i la música d'avantguarda (inclosos concerts en directe), drama, literatura, lectures d'obres clàssiques, història, economia, filosofia, religió, mitologia, art i cinema. La informació es presenta amb una inclinació crítica i analítica. En el passat no es retransmetia publicitat en aquest canal. Totes les transmissions són produïdes per Radio Rai.
Fins al setembre de 2017, a la nit, al final de la programació, la xarxa es connectava amb Rai Radio Classica, una ràdio per cable, Dab +, TDT i canal d'internet que emet música clàssica. Això va acabar, però, quan Rai Radio 3 va iniciar els seus propis programes nocturns. El titular de notícies de ràdio es troba en tres edicions principals (a les 8.45, 13.45 i 18.45) i altres edicions més curtes del curs del dia.
A més, el canal emet els esdeveniments d'Euroradio, una xarxa d'emissores públiques europees compromeses amb música clàssica, jazz i esdeveniments culturals.
Va emetre una de les tires de música clàssica de més llarga existència, "Concerto ogni sera" (un concert cada vespre), després "Concerto della sera" (el concert del vespre), que es va enetre entre el 4 de gener de 1953 i el desembre de 1977, cap a les 19.15. Abans, de 1951 a 1953 es va emetre el "Concerto d'apertura" a les 20.30, que va ser substituït per "Spazio Tre".

## Logos
| 2010–2015 | 2015–2017 | 2017–present |
| --------- | --------- | ------------ |